# Mademoiselle Cartilly
Marie-Madeleine Jossier, dite Mademoiselle Cartilly, est une chanteuse française née dans les années 1650 et morte à Paris en 1717. Elle est l'épouse de Christophe Cartillier, dit Cartilly, l'un des grands valets de pied de Louis XIV.

## Biographie
Engagée vers la fin de l'année 1670 à l'Académie royale de Musique, elle tient le rôle-titre de Pomone dans l'opéra de Cambert et Perrin, pour donner la réplique à François Beaumavielle, qui interprète Vertumne. La première représentation a lieu le 3 mars 1671 et l'œuvre tient l'affiche pendant plusieurs mois.
Peu de temps après, Lully ayant décidé de refondre la troupe, Mlle Cartilly partage probablement le sort des artistes éconduits et se produit dans des salons particuliers. En 1682, elle interprète à Bruxelles le rôle de Médée dans le Thésée de Lully. Elle chante encore dans plusieurs œuvres données à l'Opéra du Quai au Foin de Bruxelles, jusqu'à la fermeture temporaire de cette scène en 1689.
Elle revient à Bruxelles cinq ans plus tard, après le décès de son mari, et donne des leçons de chant durant quelques années, puis rentre définitivement à Paris dans les premières années du XVIIIe siècle.